# Teresa Gisbert Carbonell
Teresa Gisbert Carbonell de Mesa (30 tháng 11 năm 1926 – 19 tháng 2 năm 2018) là một kĩ sư và nhà sử học nghệ thuật người Bolivia. Bà chuyên trách mảng lịch sử của vùng Andean.

## Tiểu sử
Teresa Gisbert Carbonell sinh ngày 30 tháng 11 năm 1926 tại La Paz, Bolivia. Gia đình bà di cư từ Tây Ban Nha. Bà đã nhận được bằng cử nhân về kiến trúc và chủ nghĩa đô thị tại Đại học San Andrés (La Paz) vào năm 1950.
Sau khi hoàn tất việc học, Teresa Gisbert du lịch Tây Ban Nha, cùng với chồng bà là José de Mesa, người mà bà đã kết hôn năm 1950, để hoàn tất việc học ngành lịch sử nghệ thuật của bà. De Mesa và Gisbert có bốn người con: Carlos, Andrés, Isabel and Teresa Guiomar.
Khi ở Tây Ban Nha, giữa năm 1953 và 1962, bà từng là một nhà nghiên cứu tại Phòng thí nghiệm nghệ thuật Đại học Seville và tại Viện nghiên cứu nghệ thuật Diego Velasquez.
Từ năm 1954 đến năm 1970, bà giảng dạy về văn hoá Bolivia và lịch sử nghệ thuật tại Khoa Nhân văn Đại học San Andrés và năm 1972 đến năm 1975 dạy Nghệ thuật Mỹ tại Khoa Kiến trúc trong chính học viện đó.
Gisbert là giám đốc của Bảo tàng Nghệ thuật Quốc gia ở La Paz từ năm 1970 đến năm 1976. Bà là chủ tịch Hội Lịch sử Bolivia từ 1983 đến 1984. Bà đã chỉ đạo Viện Văn hóa Bolivia từ 1985 đến 1989 và từng là chủ tịch của Hội đồng quốc tế về di tích và thắng cảnh ở Bolivia từ năm 1986 đến 1992.
Gisbert đã nhận được vô số giải thưởng và học bổng với các nghiên cứu về nghệ thuật, kiến trúc và lịch sử của bà. Trong đó bao gồm Học bổng Guggenheim vào năm 1958 và 1966 để tiến hành nghiên cứu về nghệ thuật thuộc địa. và một học bổng thỉnh giảng tại Viện Nghiên cứu Getty ngành Lịch sử Nghệ thuật và Nhân văn từ năm 1990 đến 1991 và từ năm 1993 đến 1994.

## Tác phẩm tiêu biểu
Với José de Mesa
- Historia de la pintura Cuzqueña (History of Painting in Cuzco, 1962)
- Holguín y la pintura virreinal en Bolivia (Holguín and Viceregal Bolivian Painting, 1977)

Tác phẩm độc lập
- Literatura virreinal en Bolivia (1968)
- Iconografía y mitos indígenas en el arte (Indigenous Iconography and Myths in Art, 1980)
- Arte textil y mundo Andino (Textile Art and the Andean World, 1987)
- Manual de historia de Bolivia (Handbook of Bolivian History, 1994)
- El Paraíso de los pájaros parlantes. La imagen del otro en la cultura andina (1999)